# パパス・フリータス
パパス・フリータス(Papas Fritas)は1992年にアメリカのマサチューセッツで結成された男女3人組のインディー・ポップバンドである。
バンド名であるパパス・フリータスとは、スペイン語のフライドポテト（フレンチフライ）の意味であるが、「Pop Has Freed Us」（ポップは僕たちを自由にする）の響きから決めたとも言われており、こちらは2003年発売のアルバムのタイトルとしても使われている。
日本でのデビュー・アルバムは、小山田圭吾主宰のトラットリア・レーベルから出ており、ジャケットもオリジナル仕様でボーナストラックが収録されている。
その他のアルバムもトラットリアから発売されており、『TRATTORIA menu.100』などのコンピレーションアルバムにも参加している。

## メンバー
- シヴィカ・アッサナ (Shivika Asthana)(Dr/Vo)
- トニー・ゴッデス (Tony Goddess)(G/Vo)
- キース・ゲンデル (Keith Gendel)(B/Vo)

## ディスコグラフィー

### アルバム
- Papas Fritas(1995)
- Helioself(1997)
- Buildings and Grounds(2000)
- Pop Has Freed Us(2003)コンピレーション・アルバム

### シングル・EP
- Friday Night (1994)
- Passion Play / Lame To Be (1995)
- Wild Life / Afterall (1995)
- Far From an Answer (2000)